# Icke-steroida antiinflammatoriska medel
Icke-steroida anti-inflammatoriska medel (NSAID från engelskans non-steroidal anti-inflammatory drug) är en grupp läkemedel med inflammationsdämpande, smärtlindrande och febernedsättande verkan.
Kategorin icke-steroida antiinflammatoriska läkemedel infördes i slutet av 1950 för att klargöra skillnaden mellan dessa läkemedel och kortisonpreparat vilka också har antiinflammatorisk verkan. NSAID har ATC-kod M01A under namnet "icke-steroida antiinflammatoriska/antireumatiska medel (NSAID)".
Många värk- och febernedsättande läkemedel på apoteket finns i kategorin NSAID. Ett viktigt undantag är paracetamol som är den verksamma substansen i exempelvis Alvedon, Panodil med fler. 
Den smärtlindrande effekten av NSAID varierar. Enligt en systematisk forskningsöversikt från SBU är den smärtlindrande effekten av NSAID generellt mycket liten jämfört med placebo för äldre personer med vanliga långvariga smärttillstånd som artros, diabetesneuropati samt kotkompression. Samtidigt finns i denna grupp viss risk för ovanliga men allvarliga biverkningar.

## Verkningsmekanism
Den för NSAID-preparaten gemensamma verkningsmekanismen är att de hämmar enzymerna cyklooxygenas (COX), vars funktion är att omvandla arakidonsyra till prostaglandiner som både medverkar till inflammation och smärtsignalering. NSAID-preparat har sin huvudsakliga verkan på COX-enzymerna, COX-1 och COX-2. Olika preparat har varierande selektivitet för dessa enzymer, men delas i grova drag upp i oselektiva eller specifika COX-2-hämmare, innebärande att de har olika biverkningsprofiler.

## Biverkningar
Då NSAID genom framförallt COX-1-hämning, påverkar slemhinnan i magtarmkanalen, kan i synnerhet längre tids användning orsaka eller förvärra magkatarr och magsår. Selektiva COX-2-hämmare har mindre risk för gastrointestinala biverkningar. 
För äldre personer med vanliga långvariga smärttillstånd som artros, diabetesneuropati samt kotkompression medför NSAID en viss risk för allvarliga biverkningar som hål, blödningar eller sår i magtarmkanalen och akut njurpåverkan.
Vissa astmatiker (cirka 10 %) kan drabbas av något som kallas ASA-astma om de använder acetylsalicylsyra (ASA) eller NSAID-preparat.
Är man allergisk mot acetylsalicylsyra kännetecknas det ofta av svullnader i ansiktet, i synnerhet kring ögonen.
Barn under 18 år ska inte använda ASA som febernedsättande vid virussjukdomar som influensa, eftersom det kopplats samma med den ovanliga sjukdomen Reyes syndrom. Framför allt diklofenak har på 2000-talet kopplats till plötsliga dödsfall bland idrottsfolk och varningar har utfärdats för utbredd användning.

### Inflammatorisk tarmsjukdom
Vid inflammatorisk tarmsjukdom (IBD) såsom Crohns sjukdom och ulcerös kolit, bör NSAID-preparat undvikas då de kan utlösa sjukdomsskov.

## Substanser i kategorin NSAID:er
Exempel på icke-selektiva NSAID är: etodolak, indometacin, ketorolak, meloxikam, nabumeton och nimesulid.
- Acetylsalicylsyra (Aspirin, Albyl, Dispril, Magnecyl, Treo, Bamyl)
- Dexibuprofen (Tradil, receptbelagt)
- Diklofenak (Voltaren, Diklofenac, Eeze, receptbelagt förutom som gel)
- Ibuprofen (Ipren, Brufen, Ibumetin)
- Ketoprofen (Orudis, Zon, receptbelagt)
- Naproxen (Naprosyn, Pronaxen, Eox)
- Piroxikam (Brexidol, receptbelagt)
- Tenoxikam (Alganex, receptbelagt)
- Metamizol (Novalgin, nu indraget på grund av biverkningar)
- Fenylbutazon VET

### COX-2-hämmare
- Celecoxib (Celebra)
- Etoricoxib (Arcoxia)
- Karprofen (Rimadyl) VET
- Rofecoxib (Vioxx, nu indraget)